# Rolf Retz-Schmidt

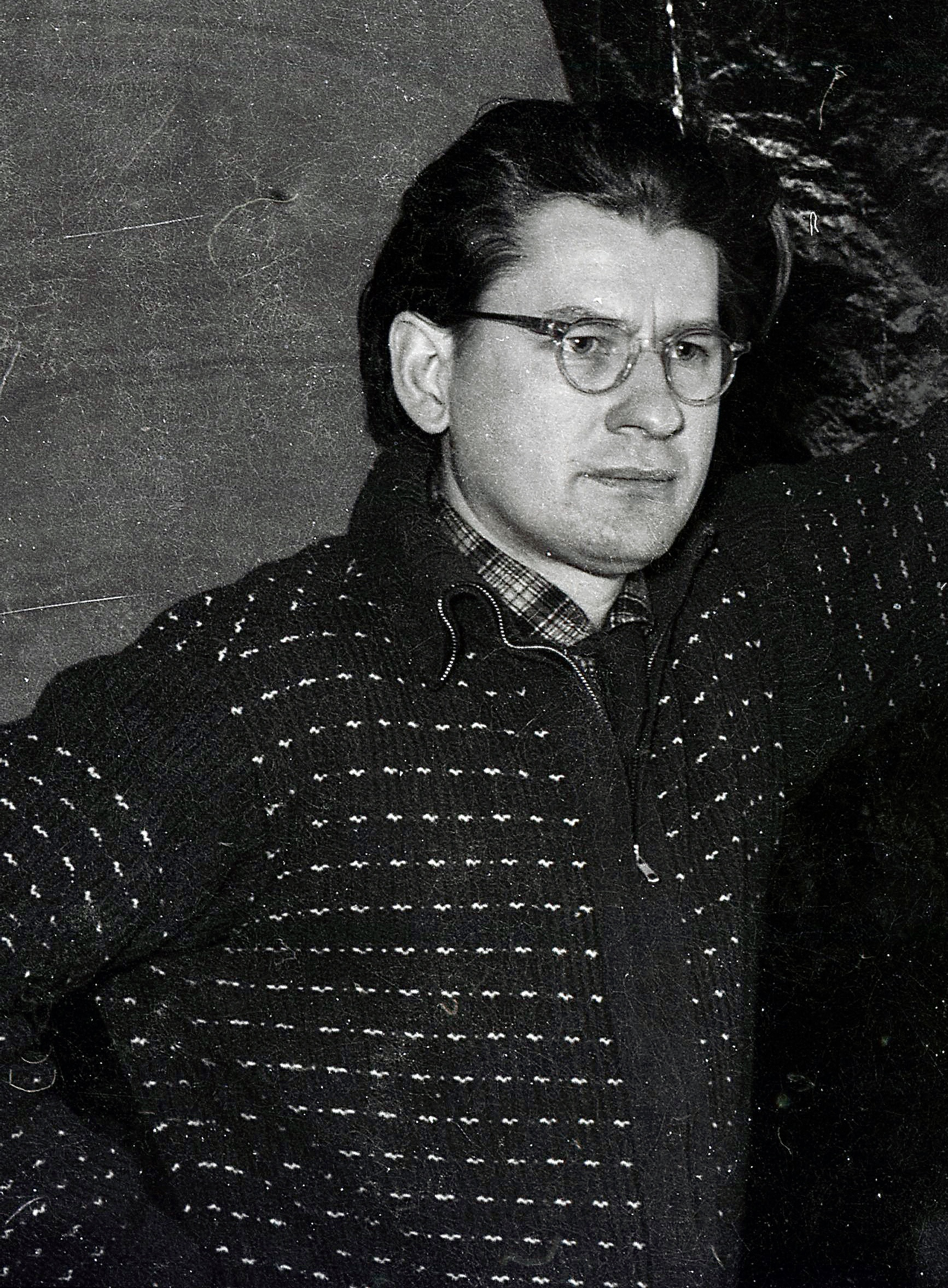
Rolf Retz-Schmidt, um 1963

 Rolf Retz-Schmidt  (* 16. Juni 1928 in Stavanger als Rolf Retz Schmidt; † 22. September 2006 in Hamburg) war ein norwegisch-deutscher Maler und Grafiker der Moderne.

## Leben und Werk

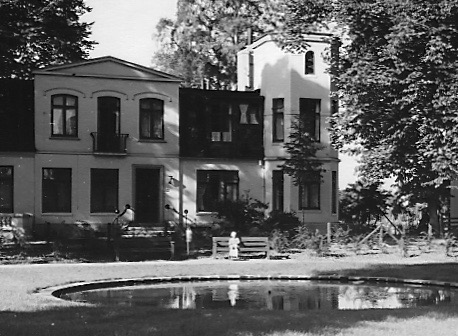
Rahlstedter Straße 49 in Hamburg. Hier richtete Retz-Schmidt 1951 in der elterlichen Wohnung sein erstes Atelier ein. Das Haus existiert heute nicht mehr.

Rolf Retz-Schmidt wurde als Sohn einer Norwegerin und eines Deutschen in Stavanger, Norwegen, geboren. Er wuchs in einem protestantischen Elternhaus auf. Anfang 1939 zog die Familie nach Deutschland um, zunächst nach Cuxhaven und Ende 1939 nach Berlin. Weitere Stationen waren Dresden, Neustrelitz, Flensburg, Lübeck und schließlich ab 1946 Hamburg-Rahlstedt, das zu seiner zweiten Heimat wurde. Dort schloss er seine Schulausbildung 1949 mit dem Abitur an der Oberschule für Jungen ab. Von 1949 bis 1952 erfolgte eine Ausbildung am Hamburger Baukreis. Zu seinen Lehrern gehörten Arnold Fiedler, Walter Siebelist, Fritz Husmann und Hans Martin Tibor. Während seiner Ausbildung sowie im Anschluss daran war Retz-Schmidt als Gebrauchs- und Werbegrafiker tätig.
In seiner Frühphase als freischaffender Künstler sind Einflüsse aus dem Impressionismus, Kubismus und Expressionismus sowie von Wassily Kandinsky und Ernst Wilhelm Nay erkennbar. Seit etwa 1953 und während seines gesamten weiteren Schaffens war der Kosmos immer wieder ein faszinierendes Thema für ihn. Ab 1955 stellte er Werke zu diesem Themenkreis aus. Seine Arbeiten in der Zeit von 1955 bis 1958 sind großenteils dem Informel bzw. Tachismus zuzurechnen. Rolf Retz-Schmidt gilt als einer der wenigen abstrakten Maler in Norddeutschland in den 50er Jahren und als einer der wenigen Vertreter des Tachismus in Hamburg in diesem Zeitraum. Hinzu kam ab 1957 ein besonderer Typus von abstrakten Federzeichnungen, von ihm als dynamische Graphiken bzw. Lineargraphiken bezeichnet. Ab Ende der 50er Jahre fanden auch gegenständliche Elemente Eingang in seine Malerei. Seit 1960 schuf er zahlreiche Bilderzyklen, u. a. zu den Themen Hochragende Türme (ab 1960), Apokalypse (ab 1962) und Kreismeditationen (ab 1963). 1963 kreierte er einen Bilderzyklus Kosmische Parabel mit Federzeichnungen im Kreisformat. Diese Zeichnungen wurden 1983 in verkleinertem Maßstab gedruckt und anlässlich der Ausstellung Kosmische Parabeln im Stadtmuseum Ratingen 1984 zusammen mit vertiefenden Texten als Kassette vorgelegt. Ein Exemplar befindet sich im Museum der Stadt Ratingen. Weitere Bilderzyklen entstanden zu den Themen Lichttänze (ab 1967), 8 große Brüder (ab 1970), Ein zentrales Thema (ab 1970), Weltformel (ab 1974), Kosmische Ikonen (ab 1977), Kernfusionsfragmente (ab 1978) und Horizonte (ab 1981).

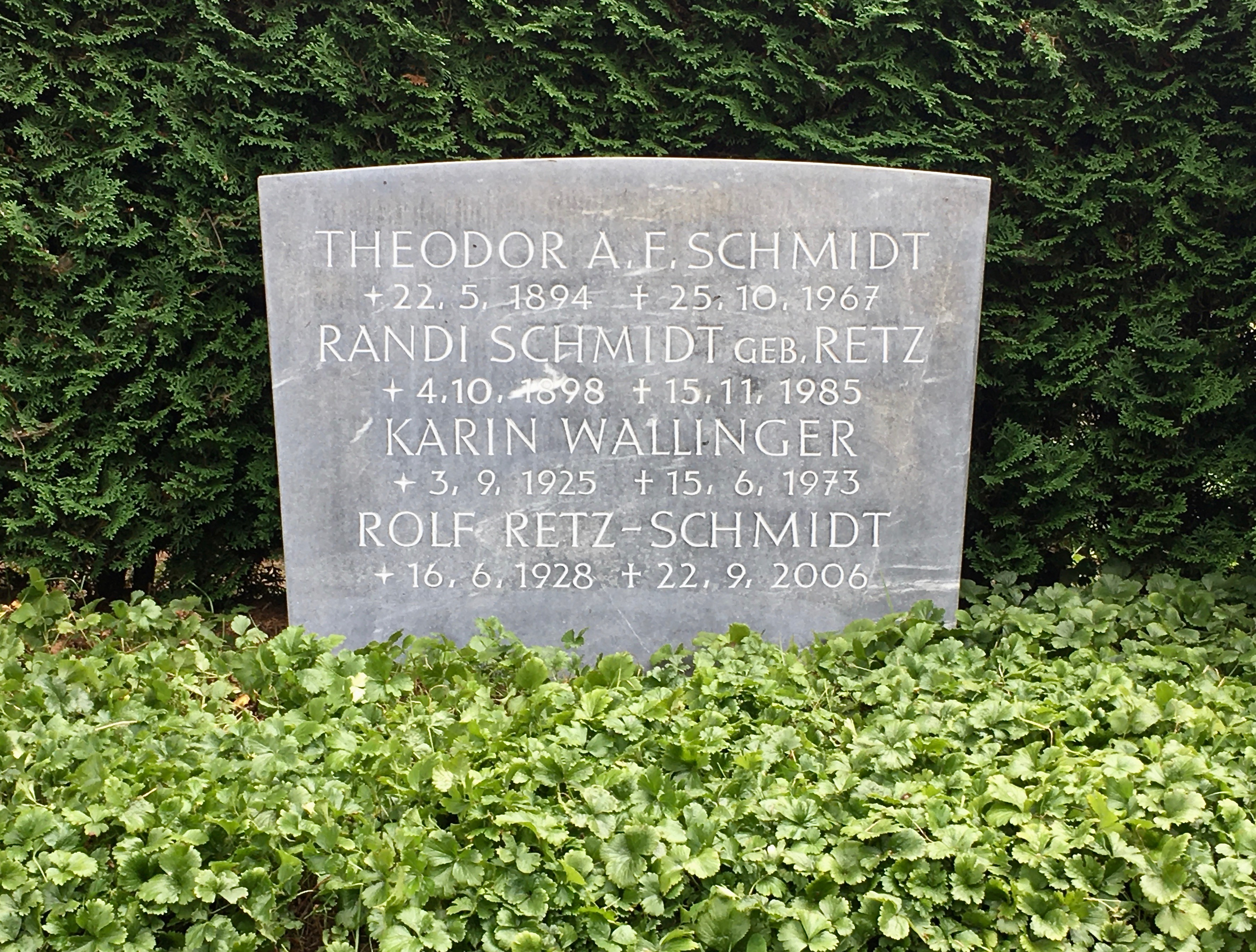
Familiengrab auf dem Rahlstedter Friedhof

In Retz-Schmidts Arbeiten spiegeln sich philosophische und naturwissenschaftliche Ideen, aber auch gesellschaftliche Entwicklungen und politische Geschehnisse. Christliche Religion und Mystik beeinflussten das Werk ebenso wie antike Kulturen, z. B. der Azteken und Buddhisten. Großen Einfluss auf seine Arbeit hatten auch seine zahlreichen Studienreisen, u. a. nach Norwegen, Griechenland, Israel, Österreich, Ungarn, Rumänien, Frankreich, Bulgarien, Italien und in die Schweiz sowie wiederholt nach Tunesien, wo er ab 1977 auf Djerba zahlreiche Mittelmeerimpressionen schuf.
Zwischen Mitte der 70er und Mitte der 80er Jahre lebte und arbeitete Retz-Schmidt zeitweise in Ratingen und stellte überwiegend in Düsseldorf aus. Seit 1985 war er wieder in Hamburg ansässig, befasste sich in seinen Werken u. a. mit der Stadt und ihrem Hafen und begann mit dem Zyklus Welttheater. Mit zunehmendem Alter wurde seine Arbeit immer mehr ein visueller Ausdruck seiner kosmischen und christlich-religiösen Vorstellungen. Eine große Zahl seiner Werke befindet sich in privaten Sammlungen im In- und Ausland. Daneben wurde eine Reihe seiner Werke in den 50er Jahren von der Kulturbehörde Hamburg sowie von der Hamburger Kunsthalle erworben. Rolf Retz-Schmidt starb am 22. September 2006 in Hamburg und wurde auf dem Rahlstedter Friedhof beigesetzt.

## Ausstellungen (Auswahl)
- 1957: Beteiligung an der 7. Ausstellung Berlin, Deutscher Künstlerbund, Hochschule für Bildende Künste Berlin[27]
- 1957: Malerei 1957, Stadtpark-Wasserturm Hamburg (Öl, Tempera, Grafik)[10][28]
- 1957: Malerei - Graphik, Clubheim der Deutschen BP, Hamburg (Tempera, Öl, Lineargraphik)[11]
- 1958: Beteiligung an der Ausstellung Malerei 1958 (Klaus Kröger, Helmut Tolksdorf, Rolf Retz-Schmidt, Jens Cords), Völkerkundemuseum Hamburg[29]
- 1960: Malerei Rolf Retz-Schmidt, Clubheim der Deutschen BP, Hamburg (Öl, Ölkreiden)[30]
- 1960: Ölbilder – Ölkreiden, Hamburger Kunsthalle (Turmzyklus)[12][31]
- 1962: Malerei – Graphik, Centrale Roth 7, Hamburg (Triptychon Golgatha / Apokalyptische Zeichen / Sphärische Klänge)[32]
- 1963: Beteiligung an der Ausstellung Grafik, Centrale Roth 7, Hamburg (Linolschnitte)[33]
- 1965: Kosmische Parabel, Stadtpark-Wasserturm Hamburg (30 Federzeichnungen im Rundformat)[5][34]
- 1966: Kreismeditationen, Bauzentrum Hamburg (Ölbilder, Aquarelle, Federzeichnungen)[35]
- 1967/68: Transfigurative Federzeichnungen 1967, Galerie Latin, Hamburg[36][37][38]
- 1969: Beteiligung an der Ausstellung 7 × Outside, Kunsthaus Hamburg[4][24][39]
- 1970: Ein zentrales Thema, Gemeindezentrum Rahlstedt-Ost, Hamburg (Ölkreiden 1970 in serieller Form)[40]
- 1974: Beteiligung an der Ausstellung 6 × Impulse, Kunsthaus Hamburg (Öl, Metallfolie)[18][41][42]
- 1975/76: Beteiligung an der 1. Internationalen Ausstellung Malerei – Grafik – Plastik. EP-Galerie, Düsseldorf (Ölbilder)[43]
- 1978: Rolf Retz-Schmidt 1978, EP-Galerie, Düsseldorf (Ölbilder, Ölkreiden, Aquarelle, Zeichnungen; Kosmische Ikonen, II. Weltformel-Etappe, Kernfusionsfragmente, Mittelmeer-Impressionen)[2]
- 1984: Kosmische Parabeln, Stadtmuseum Ratingen[6][15]
- 1985: Kosmische Malerei 1974 – 1984, Ernst-Deutsch-Theater, Hamburg (Weltformel 1974–1984, Kosmische Ikonen 1978–1982)

Postum:
- 2021: Rolf Retz-Schmidt – Die tachistische Periode, Galerie beim Schlump, Hamburg[44]
- 2022: Rolf Retz-Schmidt – Die Tachistische Periode, KulturWerk Rahlstedt, Bürgerverein Rahlstedt, Rahlstedter Kulturverein in Zusammenarbeit mit Galerie beim Schlump, Hamburg[45][46][47]